# Mellansjön (Orsa socken, Dalarna)
Mellansjön är en sjö i Orsa kommun i Dalarna och ingår i Dalälvens huvudavrinningsområde. Sjön har en area på 0,467 kvadratkilometer och ligger 267 meter över havet. Sjön avvattnas av vattendraget Finnsjöån.

## Delavrinningsområde
Mellansjön ingår i det delavrinningsområde (680724-145550) som SMHI kallar för Inloppet i Finnsjön. Medelhöjden är 287 meter över havet och ytan är 3,65 kvadratkilometer. Räknas de 7 avrinningsområdena uppströms in blir den ackumulerade arean 45 kvadratkilometer. Finnsjöån som avvattnar avrinningsområdet har biflödesordning 3, vilket innebär att vattnet flödar genom totalt 3 vattendrag innan det når havet efter 403 kilometer. Avrinningsområdet består mestadels av skog (76 procent). Avrinningsområdet har 0,33 kvadratkilometer vattenytor vilket ger det en sjöprocent på 9 procent.